# هيئة النقل العام بالقاهرة
هيئة النقل العام بالقاهرة (CTA) هي هيئة حكومية مصرية عامة تابعة لمحافظة القاهرة، أنشأت بقرار رئيس جمهورية مصر العربية رقم 2716 لسنة 1966، كانت تسمى مؤسسة النقل العام لمدينة القاهرة عند تأسيسها لأول مرة في عام 1959.
وهي مشغل النقل الجماعي داخل القاهرة الكبرى، وأكبر مشغل للنقل البري في مصر، وصل أسطول الهيئة في مايو 2022 إلى أكثر من 3000 حافلة و950 حافلة صغيرة و40 عبّارة نيلية وأكثر من 27000 موظف.
تقدم خدمات النقل لأكثر من 3.5 مليون راكب يومياً، وتشغل هيئة النقل العام الحافلات والعبارات والحافلات النهرية. وتقوم الهيئة من خلال شركة أتوبيس القاهرة الكبرى التابعة لها بتشغيل الحافلات والميني باص، وتحول تدريجياً حافلاتها من محركات الديزل إلى محركات CNG منخفضة الانبعاثات بموجب مشروع تحسين هواء القاهرة.

## التشريعات المنظمة
- قرار رئيس الجمهورية رقم 1360 لسنة 1959.[5]
- قرار رئيس الجمهورية رقم 2716 لسنة 1966.[6]
- قرار رئيس الجمهورية رقم 174 لسنة 1976.[7]